# إيريك أوكانسي
إيريك أوكانسي (بالإنجليزية: Eric Ocansey)‏ (22 أغسطس 1997 بتيما في غانا - ) هو لاعب كرة قدم غاني في مركز الوسط. لعب مع نادي يوبين.

## روابط خارجية
- إيريك أوكانسي على موقع قاعدة بيانات كرة القدم.إي يو (الإنجليزية)
- إيريك أوكانسي على موقع Soccerway.com (الإنجليزية)